# 瑞士交通
瑞士的交通發達，由於是一個內陸國家，對國外的交通主要依賴公路、铁路和航空。

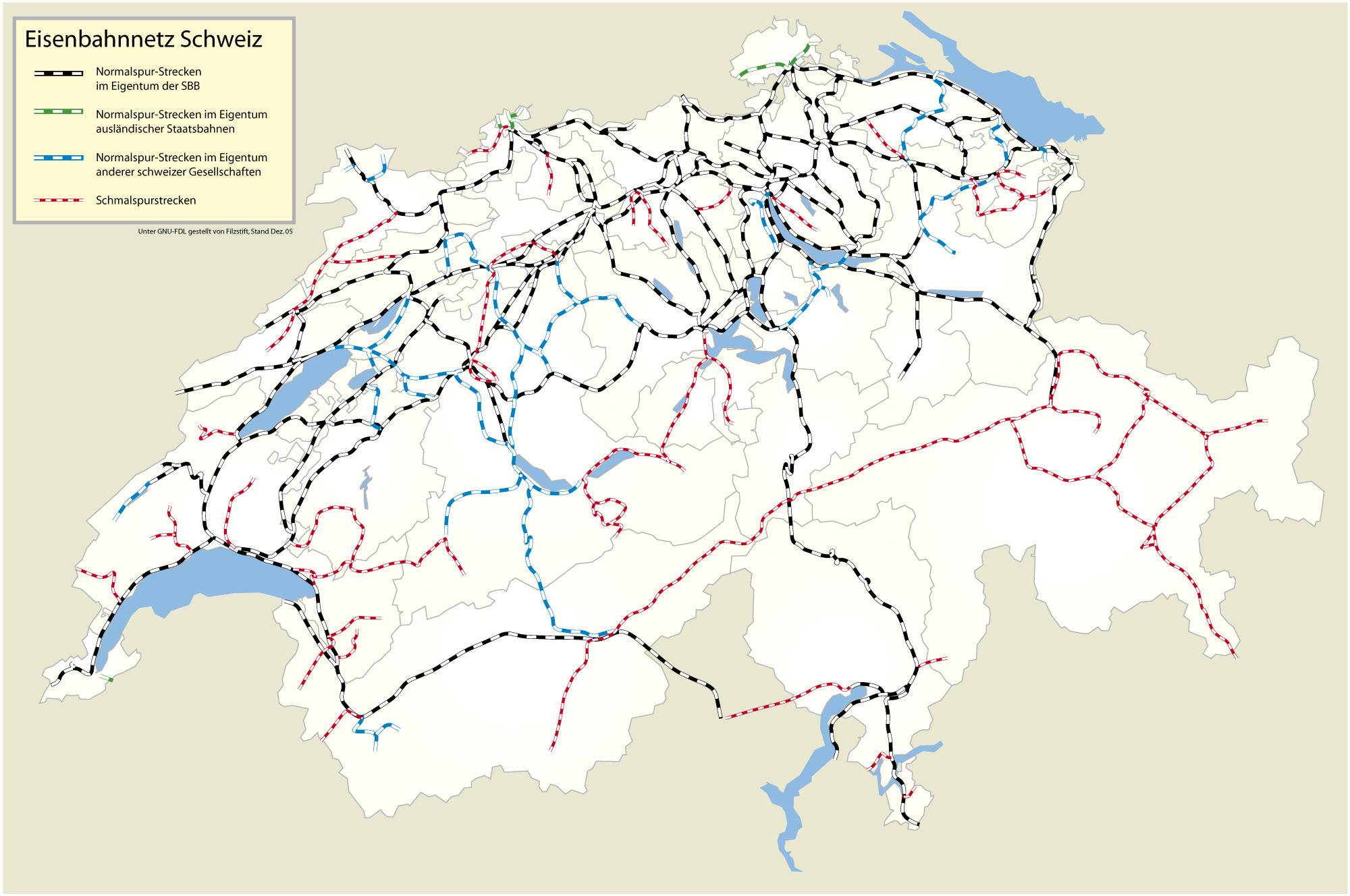
鐵路網

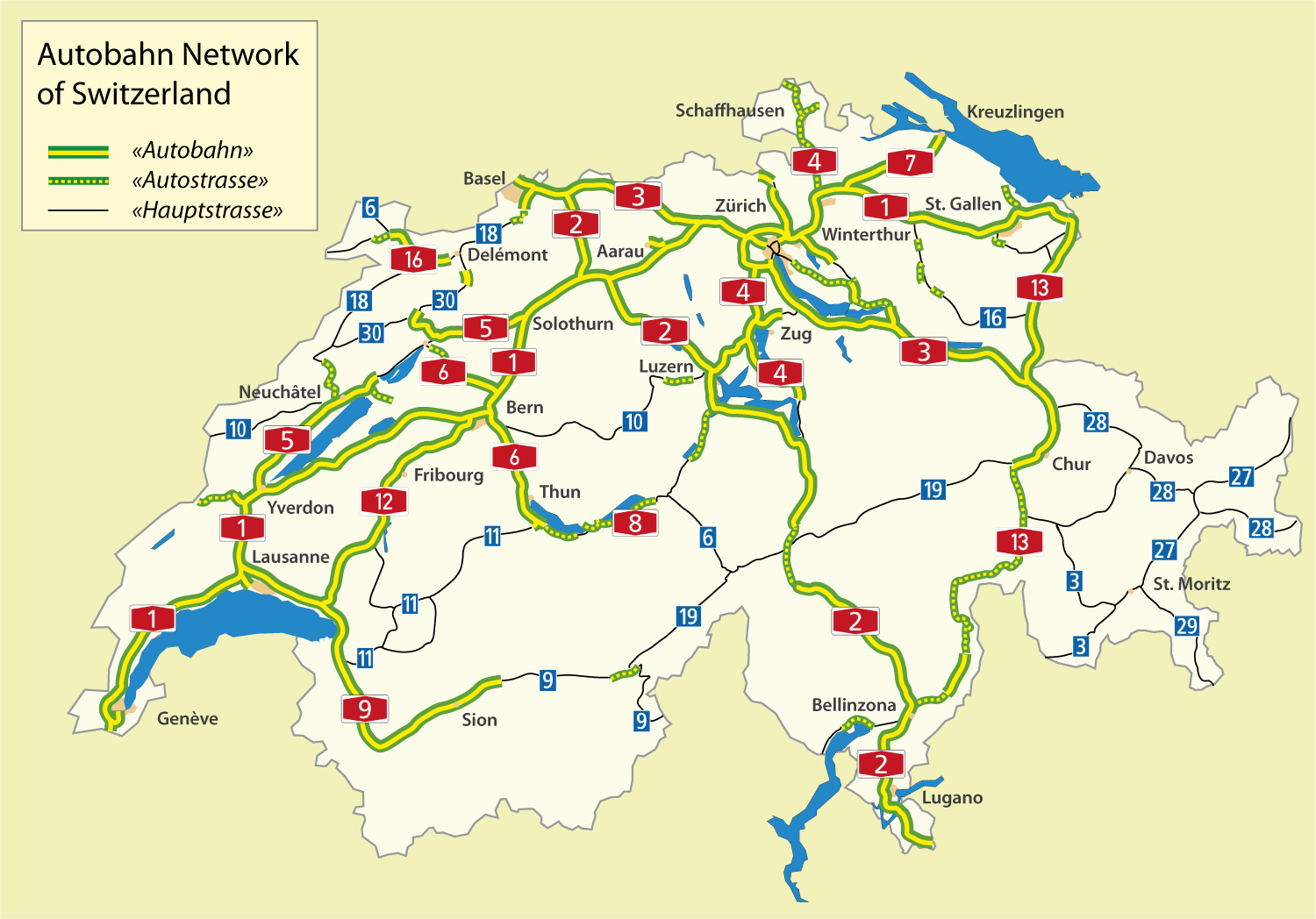
高速公路网

## 鐵路交通
主條目：瑞士鐵路交通
 瑞士的铁路線網发达，各主要車站以小时为周期排班，各站間轉車等候的時間也極為短暫，以準時、安全、舒適、高效出名。鐵路分為國鐵和私鐵。
- 國鐵（縮寫為：SBB(德语)、CFF(法语)、FFS(意大利语)）國鐵中以EC和IC線的火車最快，並只停於大城市。Regionalzuge線的列車屬於區域性的，速度慢、停站多，但也途經多個風景區。
- 私鐵是私營的鐵路，遍佈瑞士境內多個城市。

### 景觀列車
透過瑞士鐵路網絡的便捷，和瑞士到處的湖光山色，瑞士當局將鐵路結合旅遊而規劃多條景觀列車線路。當中最響譽盛名的有8條景觀路線：
- 冰河快車（Glacier Express）：往來聖莫里茨–策馬特
- 黃金快車（Golden Pass）：往來蘇黎世–日內瓦（景觀列車：往來琉森–-蒙特勒（Montreux）之間）
- 貝爾尼納快車（Bernina Express）：往來庫爾–蒂拉諾
- 威廉·泰爾快車（William Tell Express）：往來琉森–羅卡諾（Locarno）或盧加諾（Lugano）
- 棕櫚快車（Palm Express）
- 洛書堡——琴投瓦里快車（Lotschberg Centovalli Express）
- 瓦拉攀快車（Voralpen Express）
- 阿拉林快車（Allalin Express）

### 全國性故障
瑞士的列車以電力驱动，因而嚴重的電力故障可能導致全國性的列車停駛事故。
- 2005年6月22日瑞士由於铁路供電系統故障，全國列車一度停駛，超過10萬人受影響，是歷來最嚴重的一次，事件可能跟該段時期瑞士天氣酷熱，用電量急增，供電不勝負荷有關。事發在當地時間傍晚，路軌附近的高壓電纜網絡故障，導致全國列車服务癱瘓，單在最大城市蘇黎世，就有50,000人滯留車廂或車站，部份服務3小時後恢復，但部份列車翌日稍後才有望重開。

## 陸路交通
- 公共汽车
- 有轨电车和无轨电车
- 郵政巴士（PTT）：黃色車身、號角標記的郵政巴士，是由於1849年開始行走瑞士各地的郵政馬車演變而來的，目前已經擁有超過8500公里的交通網，其特色是可以搭載乘客到達任何一個火車不能到達的鄉村小鎮。
- 計程車：按車程長短收費，各城市的收費標準不同。

## 航空
蘇黎世為國際航班的最主要對外航空口岸，其他城市如日內瓦、巴塞爾、盧加諾等均設有機場。
- 苏黎世机场
  - 位于蘇黎世附近的克洛滕，是瑞士最大的航空口岸。
- 日内瓦机场
  - 位於瑞士西南邊陲的日內瓦市，機場紧邻法國[1]。
- 巴塞尔-米卢斯-弗赖堡欧洲机场（EuroAirport）
  - 位於法國米卢斯境內，紧邻瑞士、法国和德国的三国交界处，由瑞士和法国共同管理。

## 外部連結
- 瑞士國鐵網站 （页面存档备份，存于）（德、法、意、英）
- 瑞士國際航空公司主頁 （页面存档备份，存于）（英、德、法、意）
- 蘇黎世國際機場網站 （页面存档备份，存于）（德、英、法、意、羅曼）
- 日內瓦國際機場網站 （页面存档备份，存于）（英、法）
- 巴塞爾-牟羅茲-弗萊堡國際機場網站 （页面存档备份，存于）（德、法、英）
- 瑞士公路資料 （页面存档备份，存于）（英、德）

1. ↑   (PDF).   [10 July 2018]. （原始内容 (PDF)存档于4 August 2016）.